# 산다역
산다역(일본어: 三田駅, さんだえき 산다에키[*])은 일본 효고현 산다시에 위치한 서일본 여객철도 및 고베 전철의 역이다. 산다시의 대표역으로 이코카 및 제휴 교통카드의 사용이 가능하다. 서일본 여객철도 소속 산다 역에 정차한 모든 후쿠치야마역 방면 열차는 바로 다음 역인 신산다역에서부터는 각역에 정차하게 된다.

## 역 구조

### 서일본 여객철도
상대식 승강장으로 2면 2선의 구조에 중선 하나가 포함된 지상역으로 교상 역사를 보유하고 있다. 승강장의 유효 길이는 10량이지만 전철 운행을 위해 증축한 부분의 유효량은 8량뿐이다. 전철화 당시 승강장을 증축한 흔적을 확인할 수 있다.

#### 승강장
| 1 | ■ 후쿠치야마 선 | 사사야마구치・후쿠치야마 방면     |
| 3 | ■ 후쿠치야마 선 | 다카라즈카・오사카・기타신치 방면 |

### 고베 전철
한쪽이 막힌 상대식 승강장으로, 2면 2선의 지상역이다. 2번선만 하차 승강장으로서 양쪽 문이 열리도록 설계되어 있다.

#### 승강장
| 1・2 | ■ 아리마·산다 선 | 신카이치・아리마 온천・아오・신코베 방면 |
| 1・2 | ■ 고엔토시 선    | 우디타운추오 방면                        |

## 역사

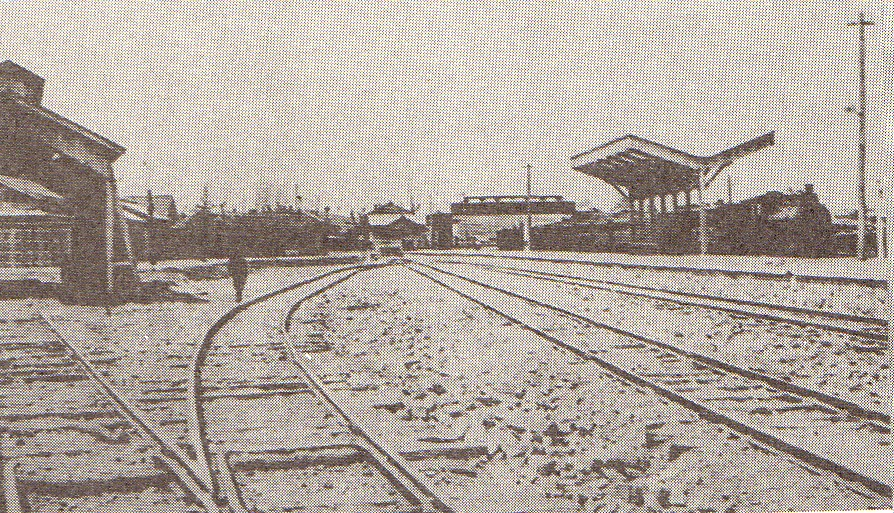
아리마 선 개업 당시의 산다 역.

- 1899년 1월 25일: 한카쿠 철도 아리마구치 역 ~ 산다 역 간 연장에 따라 종착역으로서 개업.
- 1907년 8월 1일: 국유화에 따라 일본국유철도의 소속이 되었다.
- 1912년 3월 1일: 후쿠치야마 선 소속이 되었다.
- 1915년 4월 16일: 아리마 철도가 산다 역까지의 노선을 개업하였다.
- 1919년 3월 31일: 아리마 철도가 국유화되었다.
- 1928년 12월 18일: 고베아리마 전기 철도 산다 선이 개업하였다.
- 1943년 7월 1일: 아리마 선이 사실상 폐지되었다.
- 1987년 4월 1일: 민영화에 의해 일본국유철도 소속 역이 서일본 여객철도의 소속이 되었다.
- 2003년 11월 1일: 이코카의 사용이 개시되었다.

## 인접정차역
| 서일본 여객철도 후쿠치야마 선 | 서일본 여객철도 후쿠치야마 선       | 서일본 여객철도 후쿠치야마 선 |
| ----------------------------- | ----------------------------------- | ----------------------------- |
| 니시노미야나지오 오사카 방면  | ■ JR 다카라즈카 선 쾌속·단바지 쾌속 | 신산다 사사야마구치 방면      |
| 도조 오사카 방면              | ■ JR 다카라즈카 선 보통             | 신산다 후쿠치야마 방면        |
| 고베 전철 산다 선             |                                     |                               |
| 산다혼마치 신카이치 방면      | ■ 산다 선 모든 정기 열차            | 시·종착역                     |